# ファイナルステークス
ファイナルステークス（Final Stakes）は、日本の競馬の競走のひとつである。

## 概要
2000年に「Dream Horses 2000 カウントダウンステークス」という名称で施行された本競走は、翌2001年よりファイナルステークスに変更された。正式名称は「○○○○ファイナルステークス（丸の中には西暦年が入る）」。
発走時刻の関係で、2022年まで長らく中央競馬としては阪神競馬場で行われる本競走が年間を通じて最後の競走となっていた。中山競馬場の馬場照明設備の増設に伴い、2023年からは中山競馬場で施行される。
阪神開催時代の2001年から2005年、2007年から2011年は桜花賞と同じく芝の外回りコースの1600m（スタートは向正面）で施行。2006年はダート1800mで、2012年から2016年はダート1400mで、2017年・2018年・2020年は芝1400mで、2019年・2021年・2022年は芝1200mで施行された。中山開催時代の2023年以降は芝1600mで施行される。
2003年・2012年・2013年及び2017年からは3勝クラス（1600万下）の条件戦として行われているが、それ以外の年はオープンクラスの競走である。2012年・2013年ならびに中央競馬の年間最終開催日が原則12月28日に固定された2017年以降はこの年最後の重勝式投票券「WIN5」対象競走となっている。
本馬場入場時にはヨーロッパの「ファイナル・カウントダウン」がBGMとして使用される。有馬記念の発走時刻が繰り下がったことに伴い、2016年まで中山競馬場の最終レースである「ハッピーエンドカップ」の発走時刻が遅れることが常態となり、ファイナルステークスの本馬場入場と中山競馬場からのハッピーエンドカップの中継が重なることが多かった。そのためレース実況を優先し、「ファイナル・カウントダウン」が流れることもなく、ひっそりと本馬場入場が行われることが多くなっていたが、中央競馬の年間最終開催日が原則12月28日に固定された2017年以降から中山最終日のメイン競走がホープフルステークスとなって以降は有馬記念ほど最終レースの繰り下げが頻発しなくなった。

## 負担重量
2001年 ‐ 2006年、2014年 ‐ 2016年は別定。
2007年 ‐ 2011年、2018年、2021年 ‐ 2022年、2024年からはハンデキャップ。
2012年 ‐ 2013年、2017年、2019年 ‐ 2020年、2023年は定量である。

## 2000年の施行について
1999年まで、その年の中央競馬最終開催日の阪神競馬場における最終競走は長らくサラブレッド系4歳（現：3歳）以上の900万円（1000万円（現：2勝クラス））以下の条件戦が実施されていた（1991年から1999年までの同日のメインレースは「六甲ステークス」（サラブレッド系3歳以上オープンの芝2000m）が施行されていた）。
2000年は20世紀最後の年ということで、日本中央競馬会では「Dream Horses 2000」と銘打った競馬ファン参加型のキャンペーンを展開した。その一環として年度の下半期に当たる9月から10月にかけて「20世紀の最終レース名募集」という企画を実施。95238通の応募があり厳正に審査した結果、20世紀を締めくくるにふさわしく、またイベント展開もできるとの理由から5番目に票を集めた「カウントダウンステークス」が採用され、正式名称は「Dream Horses 2000 カウントダウンステークス」と決定した。
当日はこのレースに騎乗しなかった武幸四郎がカウントダウンをしたほか、国歌斉唱と、かつて有馬記念で使用された旧式のファンファーレの演奏も行われた。また、当時は重賞競走以外では行われていなかった勝馬投票券への競走名の印字が行われた（後に重賞競走のほか、特別競走・メイクデビューでも印字されるようになった）。
「カウントダウンステークス」は2014年〜2016年に阪神競馬の第5回最終日の第11競走（準メインレース）にサラブレッド系3歳以上の1600万円以下条件の芝2000mで施行され、2022年は中山競馬の第5回最終日の最終競走（サラブレッド系3歳以上の3勝クラスの芝1600m）として施行されていた。2023年は阪神競馬の第5回最終日の最終競走（サラブレッド系3歳以上の3勝クラスの芝1200m）として施行される（2024年は京都競馬で同じ条件クラスで実施）。

## 歴代優勝馬
コース種別を表記していない距離は、芝コースを表す。
優勝馬の馬齢は、現行表記に揃えている。
| 施行日         | 競馬場 | 距離        | 条件      | 優勝馬             | 性齢 | タイム | 優勝騎手   | 管理調教師 |
| -------------- | ------ | ----------- | --------- | ------------------ | ---- | ------ | ---------- | ---------- |
| 2000年12月24日 | 阪神   | 1600m       | オープン  | トッププロテクター | 牡3  | 1:34.3 | 池添謙一   | 岩元市三   |
| 2001年12月23日 | 阪神   | 1600m       | オープン  | サイキョウサンデー | 牡6  | 1:34.1 | 四位洋文   | 坂口正大   |
| 2002年12月22日 | 阪神   | 1600m       | オープン  | エイシンエーケン   | 牡6  | 1:34.8 | 野元昭嘉   | 野元昭     |
| 2003年12月28日 | 阪神   | 1600m       | 1600万下  | チアズメッセージ   | 牝3  | 1:35.2 | 本田優     | 領家政蔵   |
| 2004年12月26日 | 阪神   | 1600m       | オープン  | エリモピクシー     | 牝6  | 1:33.1 | 福永祐一   | 沖芳夫     |
| 2005年12月25日 | 阪神   | 1600m       | オープン  | ニューベリー       | 牡7  | 1:35.8 | 四位洋文   | 音無秀孝   |
| 2006年12月24日 | 阪神   | ダート1800m | オープン  | エンシェントヒル   | 牝5  | 1:51.7 | 生野賢一   | 松元茂樹   |
| 2007年12月23日 | 阪神   | 1600m       | オープン  | アンブロワーズ     | 牝5  | 1:34.6 | 秋山真一郎 | 平田修     |
| 2008年12月28日 | 阪神   | 1600m       | オープン  | フィールドベアー   | 牡5  | 1:34.7 | 秋山真一郎 | 野村彰彦   |
| 2009年12月27日 | 阪神   | 1600m       | オープン  | エーシンフォワード | 牡4  | 1:33.3 | 小牧太     | 西園正都   |
| 2010年12月26日 | 阪神   | 1600m       | オープン  | シルポート         | 牡5  | 1:34.1 | 小牧太     | 西園正都   |
| 2011年12月25日 | 阪神   | 1600m       | オープン  | コスモセンサー     | 牡4  | 1:34.2 | 幸英明     | 西園正都   |
| 2012年12月24日 | 阪神   | ダート1400m | 1600万下  | アルゴリズム       | 牡4  | 1:22.7 | 横山典弘   | 安田隆行   |
| 2013年12月23日 | 阪神   | ダート1400m | 1600万下  | ネオザウイナー     | 牡5  | 1:23.8 | C.ルメール | 小崎憲     |
| 2014年12月28日 | 阪神   | ダート1400m | オープン  | コーリンベリー     | 牝3  | 1:22.9 | 松山弘平   | 柴田政見   |
| 2015年12月27日 | 阪神   | ダート1400m | オープン  | タールタン         | 牡7  | 1:22.9 | 松田大作   | 吉村圭司   |
| 2016年12月25日 | 阪神   | ダート1400m | オープン  | タガノエスプレッソ | 牡4  | 1:22.6 | 北村友一   | 五十嵐忠男 |
| 2017年12月28日 | 阪神   | 1400m       | 1600万下  | スマートカルロス   | 牡5  | 1:21.3 | 松山弘平   | 浅見秀一   |
| 2018年12月28日 | 阪神   | 1400m       | 1600万下  | フィアーノロマーノ | 牡4  | 1:21.4 | 川田将雅   | 高野友和   |
| 2019年12月28日 | 阪神   | 1200m       | 3勝クラス | エイティーンガール | 牝3  | 1:09.5 | 武豊       | 飯田祐史   |
| 2020年12月27日 | 阪神   | 1400m       | 3勝クラス | ガゼボ             | 牡5  | 1:21.5 | 吉田隼人   | 石坂公一   |
| 2021年12月28日 | 阪神   | 1200m       | 3勝クラス | ローレルアイリス   | 牝4  | 1:08.0 | 川又賢治   | 杉山佳明   |
| 2022年12月28日 | 阪神   | 1200m       | 3勝クラス | エイシンスポッター | 牡3  | 1:08.3 | 角田大河   | 吉村圭司   |
| 2023年12月28日 | 中山   | 1600m       | 3勝クラス | ボルザコフスキー   | 牡4  | 1:33.2 | 戸崎圭太   | 清水久詞   |
| 2024年12月28日 | 中山   | 1600m       | 3勝クラス | ゴートゥファースト | 牡4  | 1:34.3 | 西村淳也   | 新谷功一   |

## 他の競馬場の年末最終競走
以下は2025年の事例。
- 阪神競馬場　「カウントダウンステークス」（芝1200m、3勝クラス・第12競走）[14][15]
- 中京競馬場　「尾張特別」（芝1400m、2勝クラス・第12競走）[16]
  - 中京競馬場のある愛知県の旧国名「尾張」とその年の「終わり」をかけており、同年の中京競馬（かつその年の中央競馬第3場開催）における最終日・最終競走である。なお、例年第3場開催は有馬記念の前週に終了することが通例であり、2024年は12月15日である（ただし、21世紀の初期のころは有馬記念の週も中京か小倉での開催はあった）。
- また、有馬記念・ホープフルステークスが開催される場合、年間最終日でなくても、その年の締めくくりを象徴するタイトル[17]が付いた特別競走として、「グッドラックハンデキャップ」「20xxフェアウェルステークス」などが行われる。

なお、2009年7月より高知競馬場は通年ナイター開催を実施しているため、同年以降、中央・地方を合わせて日本国内の競馬における年間最終競走は当競馬場の12月31日（大晦日）実施分の「ファイナルレース」である。高知競馬は1日の最後のレースは全てファイナルレースと冠している。なお、年度によっては、他の公営競技（競輪、競艇、オートレース）のナイター競走（ないしは薄暮競走的に時間を繰り上げる場合もある）よりも遅く発走することもあり、1年で最も最終の公営競技の競走となる場合もある。

### 各回競走結果の出典
- JBISサーチより（最終閲覧日：2022年12月29日）
  - 2001年、2002年、2003年、2004年、2005年、2006年、2007年、2008年、2009年、2010年、2011年、2012年、2013年、2014年、2015年、2016年、2017年、2018年、2019年、2020年、2021年、2022年、2024年